# Ella Kaabachi
Ella Kaabachi, née le 15 mai 1992 à Argenteuil, est une joueuse franco-tunisienne de football féminin évoluant au poste de milieu de terrain. Elle a aussi joué pour la sélection de Tunisie.

## Clubs
- 2009-2013 : Paris Saint-Germain (France)
- 2013-2016 : Rodez AF (France)
- 2016-2017 : FC Rouen (France)
- 2017-2021 : GPSO 92 Issy (France)
- 2021-2023 : ASJ Soyaux (France)
- 2023-2024 : Al-Shabab Riyad (Arabie saoudite)
- depuis 2024 : RC Saint-Denis (France)